# Reach for the Sky (쿠라키 마이의 노래)
〈Reach for the Sky〉(리치 포 더 스카이)는 2000년 11월 8일에 발매된, 일본의 여성 가수 쿠라키 마이의 6번째 싱글이다.

## 개요
〈Reach for the Sky〉는 NHK 아침 연속극 《오드리》의 주제가이며, 연속극 주제가로는 역대 최연소로의 사용이 되었다.
존 레논이 〈Strawberry Fields Forever〉 때에 사용하고 있던 레슬리 이펙트를, 코러스에서 사용하고 있다. 또, 당시의 사운드를 의식해서인지, CD의 레이블이 레코드와 같은 디자인으로 되어있다. 자켓과 PV는 런던에서 촬영됐다.
전 싱글까지의 뮤직비디오를 수록한 DVD 《FIRST CUT》가 동시 발매됐다.
누계 매상 60만장.

## 수록곡
1. Reach for the Sky (4:48)
  - 작사: 쿠라키 마이, 작곡: 오노 아이카, 편곡: Cybersound
  - 페리 게이어에 의한 사운드 프로듀스
2. What I feel (3:55)
  - 작사: 쿠라키 마이, 작곡 · 편곡: 제프리 퀘스트, 페이즐리, M.Lee
  - 후루이 히로히토에 의한 추가 편곡
3. Reach for the Sky GOMI REMIX (Radio edit)
  - Remixed and All Programming by GOMI for Rhythmedia
4. Reach for the Sky KEN ISHII REMIX
  - Remixed and Additional Production by Ken Ishii 2000
5. Reach for the Sky DJ HIYOCO REMIX
  - DJ HIYOCO에 의한 리믹스 및 재프로듀스
6. Reach for the Sky (Instrumental)

## 참가 음악가
- 쿠라키 마이: 코러스
- 마이클 어프릭: 코러스 (#1)
- 페리 게이어: 프로그래밍, 신시사이저 (#1)
- 그렉 호크스: 키보드 (#1)
- 자니 리스크: 기타 (#1)
- 제프리 퀘스트: 코러스, 랩 (#2)
- 마이클 리: 코러스 (#2)
- Ricky "Cosmo" Francis: 코러스 (#2)
- Geoffrey Gems: 코러스 (#2)
- Anna Gholston: 코러스 (#2)
- 토미타 마사카즈: 시스템 엔지니어 (#2)
- David Acker: 기타 (#3)
- kenn.nagai: 프로그래밍, 피아노 (#5)

## 타이업
- NHK NHK 아침 연속극 《오드리》 주제가 (2000년 10월 ~ 2001년 3월) (#1)

## 수록음반
- Perfect Crime (#1,3)
- Wish You The Best (#1)
- ALL MY BEST (#1)
- MAI KURAKI BEST 151A -LOVE & HOPE- (#1)